# Embudo de Emlen

Un embudo de Emlen es una jaula para aves con forma similar a un cono invertido, usado para estudiar el comportamiento de las aves, en particular los instintos de orientación en aves migratorias. Una almohadilla entintada es ubicada en el fondo, de modo que cuando el ave brinca o aletea sobre las paredes inclinadas deja un rastro antes de resbalar nuevamente al fondo. El panorama observable por el ave a través del techo de la jaula puede ser manipulado, por ejemplo para determinar como responde a diferentes "patrones estelares" aparentes, generados en un planetario.